# Елизабета Каселати
Марија Елизабета Каселати, девојачко Алберти (рођена 12. августа 1946) је италијанска политичарка и актуелна председница Сената Италијанске Републике. Она је прва жена на овој функцији. Елизабета је дугогодишњи члан либералне италијанске странке Напред Италијо. Била је заменик министара здравља и правде у претходним италијанским владама.

## Детињство и младост
Елизабета је рођена у племићкој породици у Ровигу,1946. године. Њен отац је био партизан током Другог светског рата. Дипломирала је право на Универзитету у Ферари, а специјализовала је канонско право на Понтификалном лутеранском универзитету. Касније је почела да предаје на Универзитету у Падови, а једно време је радила као адвокат, заједно са њеним супругом, Ђамбатистом Каселатијем.

## Политичка каријера
Била је члан Италијанске либералне странке, али се касније придружила либералној и конзервативној странци Напред Италијо коју је основао Силвио Берлускони.Обављала је многе високе функције унутар странке и у марту 1994. године је изабрана за члана Сената Италије за насеље Цитадела у близини Падове. Из овог округа се бира само један сенатор. На ванредним изборима две године касније Каселатијева је поражена од кандидата Лиге са само пар гласова разлике. Почетком 21. века је била регионални секретар за Ровиго Снаге Италије. Године 2001. се враћа у Сенат и представља изборну јединицу Падова, а била је и заменик шефа своје посланичке групе. Године 2006. постаје шеф своје посланичке групе, а потом на изборима 2008. године побеђује као представник нове Берлусконијеве странке Народ слободе. Године 2015. је постала члан Високог савета судства, али се 2018. године и после обнове Снаге Италије враћа у Сенат где 24. марта 2018. постаје прва жена председник Сената Италије. Том приликом је добила подршку Снаге Италије, Италијанске браће, Лиге и Покрета пет звездица. Месец дана касније, италијански председник, ју је именовао за преговарача о односима између њене странке и популистичких владајућих странака. До договора није дошло.

## Политички ставови
Елизабета је себе описала као политичара конзервативних и католичких ставова. Противи се вештачкој оплодњи, а и сама је укинула Закон о добровољном прекиду трудноће рекавши да је абортус величање култа смрти. Залаже се и за отварање бордела и укидање Мерлиновог закона.
Снажно се противи Закону о признавању истоплоних заједница у Италији који је донела Влада Матеа Ренција, јер сматра да се породица и грађанска заједница никада не смеју изједначавати. Такође, сматра да овај закон дискриминише хетеросексуалне бракове.
Подржава хемијску кастрацију за људе који су криви за сексуално насиље и педофилију. Рекла је да овај вид не представља казну за њих, већ помоћ у сузбијању сексуалног нагона.
Подржава и пореску реформу коју је започела Влада Ђузепеа Контеа.